# Riksväg 44
Riksväg 44 är en 115 km lång riksväg som går mellan Uddevalla och Götene.
Vägen ansluter till E6 och länsväg 161 nära Uddevalla och korsar längre österut E45 (nära Trollhättan/Vänersborg) och ansluter till E20 i Götene. Tillsammans med E6 och länsväg 161 mot Lysekil  är denna väg av stor vikt för Fyrstad. Vägen används också i betydande omfattning för längre resor till exempel Göteborg - Värmland (E6 - 44 - E45), eller Fyrstad - Mälardalen, eller Norge - Skaraborg/Borås/Jönköping.

## Sträckning
Uddevalla (Torpmotet) - Vänersborg/Trollhättan - Grästorp - Lidköping - Götene
Den skyltas Uddevalla i västlig riktning. I östlig riktning skyltas Trollhättan Vänersborg fram till och med anslutningen med väg E45, sedan Mariestad Trollhättan och från Trollhättan skyltas bara Mariestad.

### Anslutande vägar
Vägen ansluter till följande vägar
- E6 och Länsväg 161 strax väster om Uddevalla (Torpmotet).
- Länsväg 172 i Uddevalla.
- Bratterödsleden Gamla E6.
- E45 kort gemensam sträcka nära Vänersborg och över Stallbackabron i Trollhättan.
- Riksväg 42 nära Trollhättan.
- Riksväg 47 nära Grästorp.
- Länsväg 187 nära Lidköping.
- Riksväg 49 vid Lidköping.
- E20 vid Götene.

## Standard
Väster om Uddevalla, de närmaste 3 km från E6, är 44:an fyrfilig väg med trafikljuskorsningar. Genom Uddevalla har vägen motorvägsstandard, mellan Fröland (i västra delen av Uddevalla) och Uddevallas östra stadsdelar. Denna sträcka är gamla E6. Vägen går rakt genom staden, ganska nära centrum.
Vägen blir sedan en kort sträcka mötesfri motortrafikled (2+1-väg, 1 km) innan den åter blir motorväg från Uddevallas östra stadsdelar till Båberg sydväst om Vänersborg. Det är sedan motortrafikled mellan Båberg vid väg E45 till Trollhättan. Denna motortrafikled har fyra filer med mitträcke. Det är mitträcke och planskilt hela vägen från västra Uddevalla till Trollhättan, dock inte över Stallbackabron.
Öster om Trollhättan är vägen av blandad standard, 7–13 m bred. Genom Lidköping går riksväg 44 genom ett antal större rondeller. Ut ur Lidköping går vägen gemensamt med riksväg 49, en sträcka med 2+2-väg med mitträcke. Därefter 2+1-väg till Källby där det blir 13 m bred väg utan mitträcke. Vid Götene ansluter riksväg 44 till E20 i en planskild trafikplats där E20 har motorvägsstandard.

## Planer
En ny förbifart förbi Lidköping planeras. Först byggdes den östra delen, mellan Ängen vid väg 184 söder om Lidköping, och Källby. Detta blev klart maj 2020.

## Historia
Numret 44 på vägen Uddevalla-Götene gavs i den stora riksvägsnummerreformen 1962. Innan dess gick väg 186 Uddevalla-Grästorp(-Jönköping) och väg 190 Grästorp-Lidköping. På 1960-talet gick vägen från centrala Uddevalla via Västgötavägen och sedan via Ängebacken, genom Väne-Ryr och till Vassända-Naglums kyrka, där den anslöt till riksväg 45 via en rondell. Sedan följdes de åt till centrala Vänersborg. Riksväg 44 fortsatte österut via Vargön, norr om Hunneberg, genom Grästorp och till centrala Lidköping och sedan till Götene. Enligt 1841 års Generalstabskarta gick vägen då i ungefär samma sträckning som den gjorde på 1960-talet, men den hade blivit rätad en hel del under årens lopp. Efter 1960-talet har helt ny väg byggts på sträckan Uddevalla-norr om Grästorp. Däremot följer resten av vägen mestadels ungefär ursprunglig sträckning, ofta breddad och rätad bit för bit.
Under 1970-talet byggdes dels 3 km motorväg från centrala Uddevalla till stadens östra del, dels en förbifart i utkanten av Vänersborg och förbi Lidköping. 1981 öppnades motortrafikleden sydväst om Vänersborg, och i slutet av 80-talet en förbifart förbi Grästorp. 1991 öppnades en ny väg söder om Hunneberg, så att 44:an drogs strax norr om Trollhättan istället för via Vänersborg. Några nya raka breda vägstycken byggdes mellan Grästorp och Lidköping under 90-talet.
År 2003 öppnades motorvägen som började från den befintliga motortrafikleden öster om Uddevalla som tidigare var E6 (och som byggdes 1984, men inte som väg 44). Motorvägen sträckte sig 2003 10 km till Väne-Ryr. Förlängningen till Båberg, 7 km lång, invigdes november 2006. De existerande motortrafikledssträckorna som egentligen är hårdare trafikerade behölls, eftersom de var bra nog. Under år 2003-2006 har de plus sträckan Trollhättan-väg 47 fått mitträcke.
E20 fick ny sträckning förbi Götene år 2009 då den nya motorvägen invigdes. Innan motorvägen hade invigts utgjordes anslutningen mellan riksväg 44 och E20 av en cirkulationsplats. Cirkulationsplatsen invigdes i januari 2006, innan dess var det en vanlig korsning. Cirkulationsplatsen finns fortfarande kvar och är belägen bara några hundra meter från trafikplatsen där riksväg 44 och E20 idag ansluter till varandra.
Före våren 2020 hade vägen väldigt dålig standard öster om Lidköping. Vid Filsbäck var vägen mycket smal och hastighetsbegränsad till 50 km/h med många utfarter genom samhället där den trängdes mellan järnvägen Kinnekullebanan och Vänern.

## Totalförsvaret
Skaraborgs flygflottilj (F 7) och Råda flygbas, strax väster om Lidköping, har fyra stycken tillhörande kortbanor (vägbaser) belägna längs riksväg 44 mellan Trollhättan och Lidköping. Dessa kortbanor, liksom flygflottiljen och krigsbasen Råda, ingick i Västgötabaserna. Dessa kortbanor kom till i samband med att Såtenäs och Råda byggdes ut till det så kallade Bas 90-systemet mellan 1990 och 1991. Utbyggnaden innebar också att klargöringsplatser för flygplan anlades längs med vägen.
Under 2000-talet avvecklades dock Bas 90-systemet och klargöringsplatser och annan infrastruktur togs bort. År 2017 återställdes dock ett antal av dessa kortbanor av Försvarsmakten och Trafikverket och övningar har genomförts med stridsflyg och transportflyg på dessa. Detta är en del av återtagandet av krigsbassystemet som beslutades i försvarsbeslutet 2015.

## Trafikplatser
|                                                                                               | Nr       | Namn                          | Skyltning                                                  |
| --------------------------------------------------------------------------------------------- | -------- | ----------------------------- | ---------------------------------------------------------- |
|                                                                                               | motorväg | Torpmotet                     | Oslo, Göteborg, Lysekil                                    |
| Landsväg Uddevalla (Torp-Fröland) 3 km, trafikljus                                            |          |                               |                                                            |
| Motorväg/Motortrafikled Uddevalla (Fröland) - Båberg (25,5 km: Mv 6 km, Mtl 1,5 km, Mv 18 km) |          |                               |                                                            |
|                                                                                               |          | Kärratunneln                  | 375 m                                                      |
|                                                                                               |          | Sörvikstunneln                | 220 m                                                      |
|                                                                                               |          | Brattåsmotet                  | Uddevalla V                                                |
|                                                                                               |          | Fjällvägsmotet                | Centrum                                                    |
|                                                                                               |          | Kurödsmotet                   | Bengtsfors Färgelanda                                      |
|                                                                                               |          | Ramserödsmotet                | Ängebacken, Groröd, Björbäck                               |
|                                                                                               |          | Råsserödsmotet                | Göteborg (Rv 44 svänger)                                   |
|                                                                                               |          | Trafikplats Väne-Ryr nordväst | Väne-Ryr, Stenshult (endast avfart från/påfart mot väster) |
|                                                                                               |          | Trafikplats Väne-Ryr sydöst   | Väne-Ryr, Stenshult (endast avfart från/påfart mot öster)  |
|                                                                                               |          | Trafikplats Grunnebo          | Grunnebo, Trestad Center                                   |
| Motortrafikled Båberg - Trollhättan (7 km)                                                    |          |                               |                                                            |
|                                                                                               |          | Trafikplats Båberg            | Karlstad, Vänersborg C, Båberg                             |
|                                                                                               |          | Trafikplats Skogsbo           | Vänersborg (E45/Rv 44 svänger)                             |
|                                                                                               |          | Trafikplats Överby            | Överby, Trollhättan V                                      |
|                                                                                               |          | Stallbackabron                | 1392 m                                                     |
|                                                                                               |          | Trafikplats Stallbacka        | Göteborg, Trollhättan, Vargön                              |
| Landsväg Hullsjön-Lidköping-Götene                                                            |          |                               |                                                            |
|                                                                                               |          | Trafikplats Hullsjön          | Vargön, Halvorstorp                                        |
|                                                                                               |          |                               | Borås Vårgårda                                             |
|                                                                                               |          | Cirkulationsplats Smärgel     | Lilleskog                                                  |
|                                                                                               |          |                               | Jönköping                                                  |
|                                                                                               |          |                               | Vara                                                       |
|                                                                                               |          | Ågårdsrondellen               | Centrum, Läckö slott (Rv 44 svänger)                       |
|                                                                                               |          | Ljunghedsrondellen            | Jung, Centrum                                              |
|                                                                                               |          | Skararondellen                | Filsbäck, Centrum                                          |
|                                                                                               |          |                               | Skövde Skara (Rv 44 svänger)                               |
|                                                                                               |          |                               | Källby                                                     |
|                                                                                               |          |                               | Götene, Kinne-Kleva                                        |
|                                                                                               |          |                               | Götene                                                     |
|                                                                                               | motorväg | Trafikplats Kinnekulle        | Göteborg, Stockholm                                        |